# Jakob Viehauser
Jakob Viehauser (* 22. Januar 1869 in Dienten am Hochkönig, Salzburg; † 14. Dezember 1950 ebenda) war ein österreichischer Politiker der Sozialdemokratischen Arbeiterpartei (SdP).

## Ausbildung und Beruf
Nach dem Besuch der Volksschule war er Landarbeiter, Holzarbeiter, Bergmann und selbständiger Frächter mit Pferdefuhrwerken.

## Politische Funktionen
- 1919–1922: Abgeordneter zum Salzburger Landtag (1. Wahlperiode)
- 1903–1913 und 1926–1928: Bürgermeister von Dienten

## Politische Mandate
- 14. September 1922 bis 20. November 1923: Abgeordneter zum Nationalrat (I. Gesetzgebungsperiode), SdP